# Andrzej Kościelecki (podskarbi wielki koronny)
Andrzej Jędrzej Kościelecki herbu Ogończyk (ur. ok. 1455, zm. 1515 r.) – starosta bydgoski od 1485 r., starosta świecki od 1487 r., starosta spiski od 1507 r., kasztelan biecki i wiślicki od 1508 r., żupnik wielicko-bocheński od 1508 r., podskarbi wielki koronny od 1509 r., starosta oświęcimski od 1509 r., starosta inowrocławski od 1510 r., starosta sądecki od 1512 r., starosta zatorski od 1513 r., kasztelan wojnicki od 1513 r., wielkorządca krakowski i burgrabia krakowski.

## Życiorys
Urodził się w 1455 r. w Kościelcu k. Inowrocławia – gnieździe rodowym Kościeleckich. Był synem Jana – wojewody inowrocławskiego, właściciela wielu starostw na Kujawach i w Prusach Królewskich.
Za młodu był dworzaninem królewskim blisko związanym z Janem Olbrachtem, a także królewiczem Zygmuntem przebywającym na Węgrzech. Jako pierwsze nadania otrzymał wtedy dwa starostwa: bydgoskie i świeckie. Był człowiekiem uzdolnionym i rzutkim. Szybko piął się po szczeblach kariery politycznej. Król Jan I Olbracht powierzył mu prowadzenie księgi opłat żołnierskich i regestra zaciężnych żołnierzy oraz dworzan. Prawdopodobnie już w tym okresie był podskarbim nadwornym. Okazał się też zdolnym dyplomatą. W 1491 r. posłował na Węgry, zapewne w sprawie pozyskania korony węgierskiej dla królewicza Jana Olbrachta. W 1500 roku zwerbował pierwsze poczty rackie do królewskiej chorągwi nadwornej co zapoczątkowało w Polsce historię sławnej formacji jazdy polskiej – husarii.
W czerwcu 1501 został marszałkiem dworu kardynała Fryderyka Jagiellończyka, czyli faktycznie dowódcą jego wojska nadwornego. Kardynał wysłał go 1 lipca tego roku z misją na Węgry do króla Władysława, gdzie pełnił funkcję stałego przedstawiciela dyplomatycznego Polski. Prowadził między innymi rokowania w sprawach wołoskich. Wtedy prawdopodobnie zbliżył się do królewicza Zygmunta, przebywającego w Budzie. Po powrocie do kraju w 1503 r. został wynagrodzony przez króla Aleksandra za misję zapisami w Krakowskiem.
W listopadzie 1504 r. posłował od króla na zjazd Stanów Pruskich w Malborku. Poseł na sejm radomski 1505 roku z województwa krakowskiego.
Na przełomie 1505–1506 stał znów na czele poselstwa na Węgry, które rokowało z królem Władysławem w sprawach handlu Polski z Wrocławiem. Król Aleksander, któremu udzielał pożyczek, hojnie wynagradzał go zapisami na królewszczyznach w różnych częściach Rzeczypospolitej, najczęściej w Krakowskiem i w województwie pomorskim. W 1505 r. otrzymał od króla za zasługi w służbie Jana Olbrachta i kardynała Fryderyka wieś Rakowice pod Krakowem.
Darzony zaufaniem przez szlachtę małopolską wybrany został przez sejmik nowokorczyński dla przeprowadzenia nadzwyczajnego poboru w Małopolsce i na ziemiach ruskich, a później w czasie bezkrólewia tenże sejmik wybrał go jednym z sześciu prowizorów skarbu królewskiego.
Poseł na sejm koronacyjny 1507 roku z województwa krakowskiego. Rozwój jego kariery przyspieszył z chwilą objęcia tronu przez Zygmunta Starego. Przeprowadził on dla władcy szereg udanych operacji finansowych, dostarczających mu potrzebną gotówkę. W krótkim czasie uzdrowił finanse królewskie i doprowadził do znacznego zwiększenia dochodów Korony. W odpowiedzi na te działania władca obsypywał go zaszczytami i godnościami. Otrzymał wówczas szereg starostw małopolskich oraz prestiżowych godności dworskich. Ok. 1510 r. skumulował w swoim ręku urzędy bezpośrednio związane z finansami państwa.
W 1507 r. otrzymał bogate starostwo spiskie i wraz z Mikołajem Jordanem z Zakliczyna i Janem Bonerem z Krakowa zarząd żup krakowskich. Wkrótce został kasztelanem, wielkorządcą krakowskim, a w maju 1508 jedynym zarządcą żup krakowskich (formalnie został nim w kwietniu 1509 r.) W 1509 r. był już kasztelanem wiślickim i starostą oświęcimskim. 26 grudnia 1509 r. otrzymał nominację na podskarbiego wielkiego koronnego. Zrezygnował wtedy z kasztelanii wiślickiej i urzędu burgrabiego krakowskiego. Pozostałe urzędy zachował, jak również posiadane starostwa, do których doszło jeszcze starostwo inowrocławskie (1511). W latach następnych w jego ręce przeszły kolejne starostwa: sądeckie (1512) i zatorskie (1513) oraz kasztelania wojnicka (1513).
Po nominacji na żupnika i podskarbiego wielkiego koronnego przebywał na stałe w Małopolsce. Porządkował skarbiec królewski oraz nadzorował żupę krakowską: kopalnie soli w Wieliczce i Bochni. Podczas pożaru kopalni soli, gdy nikt już nie chciał ratować, spuścił się osobiście wraz z rajcą miejskim Bethmanem w podziemia i pożar ugasił. Scena ta stała się inspiracją dla obrazu Jana Matejki.
W marcu 1515 r. towarzyszył Zygmuntowi Staremu w podróży do Preszburga (Bratysławy), a następnie na zjazd monarchów do Wiednia. Odrzucił wówczas ofiarowany mu przez cesarza Maksymiliana Austriackiego tytuł hrabiowski. Wracając do kraju ciężko zachorował na dyzenterię. Zmarł 6 września 1515 r. w Krakowie. Jego pamięć uczcił król Zygmunt I uroczystym pogrzebem. Pochowano go w katedrze na Wawelu. Jego olbrzymi majątek odziedziczył m.in. brat Stanisław Kościelecki.

## Rodzina
Andrzej Kościelecki w 1509 r. poślubił Katarzynę Telniczankę - ulubienicę i byłą kochankę króla Zygmunta Starego, matkę trojga królewskich, nieślubnych dzieci. Wywołało to niechęć senatorów i krewnych Kościeleckiego. Z tego związku miał syna niewiadomego imienia, zmarłego przed ojcem i córkę pogrobową Beatę (ur. 1515 r.), później żonę księcia Ilii Ostrogskiego, a następnie Olbrachta Łaskiego.

## Zachowane wzmianki pisane z okresu starostwa bydgoskiego
Andrzej Kościelecki po osiedleniu w Bydgoszczy w 1491 r. wywarł dość istotny wpływ na życie gospodarcze powierzonego mu terenu. Jako starosta bydgoski zasłynął jako zdolny administrator i gospodarz. Troszczył się o handel lądowy i spławny. Zatwierdzony przez niego cech szyprów bydgoskich był pierwszym na terenie Korony i znacznie wyprzedzał powstałe w innych miastach.
Starosta interweniował w sprawach mieszczan bydgoskich nawet przebywając z dala od miejsca swego zamieszkania. Zajmował się handlem spławnym z Gdańskiem – zbożem i suknem. W jego imieniu robili to zwykle mieszczanie bydgoscy. Wspierał finansowo prace wykończeniowe bydgoskiego kościoła farnego pw. św. Marcina i Mikołaja, który ukończono w 1502 r.
Życie polityczne oraz zwiększające się z każdym rokiem obowiązki związane z pełnionymi urzędami absorbowały go, wobec czego często przebywał poza Bydgoszczą. Do zarządzania starostwem bydgoskim miał podstarościego Bartłomieja Nieciszewskiego (od 1490 r.), wcześniej burgrabiego bydgoskiego.
Zachowały się następujące ślady w dokumentach pisanych:
- 29 czerwca 1487 r. – wysłał list z Bydgoszczy do Gdańska w sprawie wypłaty pieniędzy należnych mu na podstawie królewskiej kwitancji,
- 21 grudnia 1487 r. – zatwierdził w Bydgoszczy cech szyprów i sterników oraz określił jego artykuły,
- 2 października 1491 r. – wysłał list z Bydgoszczy do Gdańska w sprawie realizacji kolejnej kwitancji,
- sierpień 1493 r. – otrzymał od króla na własność plac w Bydgoszczy stykający się z przedmurzem zamku,
- 6 marca 1494 r. – potwierdził rezygnację braci Michała i Bartłomieja z Nieciszewa z połowy wsi Jachcie przekazanej karmelitom bydgoskim,
- 22-26 maja 1501 r. – Andrzeja Kościeleckiego odwiedził w Bydgoszczy król Jan I Olbracht[7],
- 27 września 1503 r. - wysłał list z Bydgoszczy do Gdańska w sprawie handlu prowadzonego przez bydgoszczan,
- marzec 1506 r. – uzyskał prawo wykupu młynów w Bydgoszczy,
- 1511 r. – wykupił za zezwoleniem królewskim cło rzeczne na Brdzie.